# Chinese molhamster
De Chinese molhamster (Myospalax psilurus)  is een zoogdier uit de familie van de Spalacidae. De wetenschappelijke naam van de soort werd voor het eerst geldig gepubliceerd door Milne-Edwards in 1874.

## Voorkomen
De soort komt voor in China, Mongolië en Rusland.